# Mônaco nos Jogos Olímpicos de Inverno de 2022
Mônaco participou dos Jogos Olímpicos de Inverno de 2022, realizados em Pequim, na China.
Foi a 11.ª aparição do país em Olimpíadas de Inverno. Foi representado por três atletas: Arnaud Alessandria, no esqui alpino, Rudy Rinaldi e Boris Vain, no bobsleigh.

## Competidores
Esta foi a participação por modalidade nesta edição:
| Esporte      | Masculino | Feminino | Total |
| ------------ | --------- | -------- | ----- |
| Esqui alpino | 1         | 0        | 1     |
| Bobsleigh    | 2         | 0        | 2     |
| Total        | 3         | 0        | 3     |

## Desempenho

### Esqui alpino
Masculino
| Atleta             | Evento    | Descida 1 | Descida 1 | Descida 2 | Descida 2 | Total   | Total  | Total | Ref.  |
| Atleta             | Evento    | Tempo     | Pos.      | Tempo     | Pos.      | Tempo   | Dif.   | Pos.  | Ref.  |
| ------------------ | --------- | --------- | --------- | --------- | --------- | ------- | ------ | ----- | ----- |
| Arnaud Alessandria | Downhill  | —         | —         | —         | —         | 1:46.25 | +3.56  | 29    | [ 4 ] |
| Arnaud Alessandria | Combinado | 1:45.79   | 15        | 58.41     | 16        | 2:44.20 | +12.77 | 13    | [ 5 ] |
| Arnaud Alessandria | Super-G   | —         | —         | —         | —         | 1:24.68 | +4.74  | 31    | [ 6 ] |

### Bobsleigh
Masculino
| Atleta                  | Evento | 1ª descida | 1ª descida | 2ª descida | 2ª descida | 3ª descida | 3ª descida | 4ª descida | 4ª descida | Total   | Total | Total | Ref.  |
| Atleta                  | Evento | Tempo      | Pos.       | Tempo      | Pos.       | Tempo      | Pos.       | Tempo      | Pos.       | Tempo   | Dif.  | Pos.  | Ref.  |
| ----------------------- | ------ | ---------- | ---------- | ---------- | ---------- | ---------- | ---------- | ---------- | ---------- | ------- | ----- | ----- | ----- |
| Rudy Rinaldi Boris Vain | Duplas | 59.62      | 9          | 59.90      | 3          | 59.57      | 4          | 1:00.05    | 10         | 3:59.14 | +2.25 | 6     | [ 7 ] |

Legenda
| Recorde mundial      | Recorde mundial (World record)               |                       | Recorde africano                      | Recorde africano (African) |                                           | Q | Classificado por posição (Qualified) |
| Recorde olímpico     | Recorde olímpico (Olympic record)            | Recorde da América    | Recorde da América (Americas)         | q                          | Classificado por melhor tempo (Qualified) |   |                                      |
| Melhor marca do ano  | Melhor marca do ano (World leading)          | Recorde asiático      | Recorde asiático (Asian)              | DNS                        | Não largou (Did not start)                |   |                                      |
| Recorde nacional     | Recorde nacional (National record)           | Recorde europeu       | Recorde europeu (European)            | DNF                        | Não terminou (Did not finish)             |   |                                      |
| Recorde pessoal      | Recorde pessoal do atleta (Personal best)    | Recorde da Oceania    | Recorde da Oceania (Oceania)          | DSQ / DQ                   | Desclassificado (Disqualified)            |   |                                      |
| Recorde da temporada | Recorde da temporada do atleta (Season best) | Recorde sul-americano | Recorde sul-americano (South America) | NM                         | Sem marca (No mark)                       |   |                                      |